# 로빈 파퍼스
로빈 파퍼스(Robin Pappas, 1950년 12월 15일 ~ )는 미국의 배우, 음악 프로듀서, 작곡가, 영화배우이다.
미국에서 태어났다.

## 영화
- 샤이닝 (1980년)
- 슈퍼맨 2 (1980년)